# Johannesburg Challenger 3 1989
Il Johannesburg Challenger 3 1989 è stato un torneo di tennis facente parte della categoria ATP Challenger Series nell'ambito dell'ATP Challenger Series 1989. Il torneo si è giocato a Johannesburg in Sudafrica dal 23 al 30 ottobre 1989 su campi in erba.

## Vincitori

### Singolare
Paul Koscielski ha battuto in finale  Wayne Ferreira con il punteggio di 6–3, 6–3

### Doppio
Lan Bale /  David Nainkin hanno battuto in finale  Neil Broad /  Stefan Kruger con il punteggio di 4–6, 6–4, 6–2